# Eugène Victorien Chichou
Eugène Victorien Chichou, né le 30 avril 1828 à Bivilliers et mort le 7 juillet 1904 à Exmes, est un botaniste français.

## Biographie
Fils de Marie Bonifait et de Jean-René Chichou, maréchal-ferrant, Chichou est ordonné prêtre le 5 juin 1852, puis nommé professeur d’abord au séminaire de Sées le 1er octobre 1861, puis à celui de La Ferté Macé à partir du 20 août 1871. Il sera ensuite curé-doyen d’Exmes de 1871 à sa mort.
Ses études assidues de la végétation des environs de Sées lui ont permis d’y découvrir un grand nombre d'espèces rares qui ont été signalées, en 1859, dans la 3e édition de la Flore de Normandie.
Il a introduit l’étude des sciences naturelles au séminaire de Sées, où il a créé un musée de zoologie et un jardin botanique, aujourd’hui disparus, qui renfermait près de 1 200 plantes collectées dans toute la Normandie. Le botaniste Brébisson s’est rendu à plusieurs reprises à Sées pour l’encourager et l’aider de ses conseils, ainsi que ses élèves.
Ses Éléments d’histoire naturelle sont longtemps demeurés des classiques.

## Publications
- Éléments d’histoire naturelle : Zoologie  (édition entièrement refondue d’après les nouveaux programmes), t. I : Anatomie et physiologie, Paris, Poussielgue, 1868 (réimpr. 1878, 2e éd., 1881, 3e éd., 1883, 4e éd.), 3e éd., xii-334 p., 1 vol. ; in-18 (OCLC 1389432132).
- Éléments d’histoire naturelle : Zoologie  (édition entièrement refondue d’après les nouveaux programmes), t. II : Classification, Paris, Poussielgue (réimpr. 1878, 3e éd.) (1re éd. 1870), 296 p. et 29 p. de suppléments, 1 vol. ; in-18.
- Éléments d’histoire naturelle : Botanique, Paris, Poussielgue (réimpr. 1879, 2e éd.) (1re éd. 1873), 235 p., gr. in-18.
- Cours élémentaire de géographie, Paris, Poussielgue (réimpr. 1878, 5e éd.) (1re éd. 1863), xvi, 560 p., gr. in-18.
- Petite Géographie moderne, Paris, Poussielgue (réimpr. 1881, 4e édit.) (1re éd. 1866), 160 p., gr. in-18.
- Lexitomie : Epitome Historiæ Sacræ préparé d'après la méthode lexitomique  (Ouvrage publié sous le pseudonyme de E. Chateney), Paris, Poussielgue-Rusand, [s.d.], 95 p., in-18.

## Sources
- Jules Appert et Gérard de Contades, Bibliographie du canton de la Ferté-Macé, Paris, 1882, p. 27.
- Noémi-Noire Oursel, Nouvelle bibliographie normande, 1886.
- Henry Renault Du Motey (d) , « Notice sur M. l’abbé Chichou », L’Indépendant de l’Orne, Alençon,‎ 14 juillet 1904 (ISSN 2129-5204).
- Stéphane Guesdon (d) , « Discours prononcé aux obsèques de M. l’abbé Chichou », Semaine catholique de Sées,‎ 15 juillet 1904.
- Société des amis des sciences naturelles, Bulletin de la Société des amis des sciences naturelles de Rouen, t. 43-44, Rouen, Lecerf fils (OCLC 1273-9804), p. 123-4.